# Охомля (приток Мсты)
Охомля — река в России, протекает в Любытинском Новгородской области. Устье реки находится в 228 км по правому берегу реки Мста. Длина реки составляет 26 км, площадь водосборного бассейна 96,2 км².
На реке стоят деревни Любытинского сельского поселения: Васильково, Родники, Улемье, Дубровочка и Сычево у устья.

## Данные водного реестра
По данным государственного водного реестра России относится к Балтийскому бассейновому округу, водохозяйственный участок реки — Мста без р. Шлина от истока до Вышневолоцкого г/у, речной подбассейн реки — Волхов. Относится к речному бассейну реки Нева (включая бассейны рек Онежского и Ладожского озера).
Код объекта в государственном водном реестре — 01040200212102000021138.